# Suprapubische Blasenpunktion
Die suprapubische Blasenpunktion ist ein kleiner diagnostischer Eingriff zur Gewinnung von Urin aus der Harnblase, der frei von Beimengungen aus der Harnröhre und dem äußeren Genitale ist.

## Durchführung
Voraussetzung ist eine prall gefüllte Harnblase, damit das Bauchfell angehoben und nicht durch die Punktionsnadel tangiert wird. Die Blasenfüllung kann man durch Sonographie sichern, meist reichen Perkussion und Palpation. Nach Hautdesinfektion erfolgt dann unter sterilen Bedingungen die Punktion in der Mittellinie, einen Querfinger oberhalb des Schambeins („suprapubisch“) mit einer Nadel von nur 0,6 mm Außendurchmesser und aufgesetzter 10-ml-Spritze. Eine vorherige Lokalanästhesie ist nicht notwendig, da die Punktionsnadel sehr dünn und die rasch in einem Zuge durchgeführte Punktion fast schmerzlos ist. Der aspirierte Urin wird für Sedimentuntersuchung und Urinkultur verwendet.

## Einsatzbereich
Die Blasenpunktion wird fast ausschließlich bei Frauen durchgeführt, da es wegen der – im Vergleich zum Mann – kurzen Harnröhre und der Nähe zum Vaginal- und Analbereich zu Kontaminationen eines spontanen Mittelstrahlurins kommen kann. Ausfluss aus der Scheide und Schwierigkeiten mit der Gewinnung von „sauberem Mittelstrahlurin“ durch Hinfälligkeit, körperliche Behinderung, starke Adipositas und aus anderen Gründen können Ursachen für falsch-positive Befunde aus Strahlurin sein. Der Punktionsurin erlaubt so die eindeutige Abgrenzung einer „Pseudo-Bakteriurie“ oder „Pseudo-Leukozyturie“ von einer Harnwegsinfektion. Bei einer Harnwegsinfektion ergibt sich damit die Möglichkeit, den auslösenden Keim von Mischflora als Beimengung aus dem Genitaltrakt oder Analbereich abzugrenzen, um so eine gezielte antibiotische Therapie einzuleiten.
Nicht durchgeführt werden darf die Blasenpunktion bei nicht vollständig gefüllter Blase, bei Verwachsungen im Unterbauch und bei Blasentumoren.
Der Einsatz der Blasenpunktion – in Ausnahmefällen auch des Einmalkatheterismus der Harnröhre – kann in gegebenen Fällen unnötige Behandlungen von vorgetäuschten „Harnwegsinfektionen“ vermeiden helfen. Bei Katheterismus ist jedoch prinzipiell die Möglichkeit der Keimeinschleppung in die Harnblase gegeben, im Gegensatz zur suprapubischen Blasenpunktion.
Abzugrenzen ist die diagnostische Blasenpunktion von der Entlastungspunktion bei Harnverhalt und von der Punktion zur Einführung eines suprapubischen Katheters für die längerfristige Harnableitung bei Abflussstörung unterhalb der Harnblase.